# Mi familia es un dibujo
Mi familia es un dibujo fue una serie familiar argentina producida por Grupo Telefe y transmitida por Telefe en los años 1996 y 1997, para luego en 1998 dar lugar a un spin off cambiando su nombre simplemente a Dibu. La serie tuvo como protagonistas adultos a Germán Kraus, Stella Maris Closas y Alberto Anchart; sus protagonistas juveniles fueron Facundo Espinosa, Marcela Kloosterboer y Andrés Ispani. También contó con las participaciones antagónicas de Juan Vitali, Graciela Araujo y Adela Gleijer. 
Fue la primera telenovela argentina en tener a un dibujo animado como protagonista en interacción con actores reales. Debido al enorme éxito de la serie contó con un álbum musical, con canciones compuestas por Cris Morena. También se presentaron tres películas cinematográficas estrenadas en 1997, 1998 y 2002.

## Trama
La trama principal se centra en los Marzoa-Medina, una familia reconstituida multigeneracional cuya vida cambia con un suceso poco común: todo comienza cuando Marcela, la madre de la familia, quien está embarazada de su actual pareja, José "Pepe" Medina, agarra una rara obsesión por estar frente al televisor para ver dibujos animados. Después de tanto pasar durante su embarazo viendo todo tipo de dibujos animados durante la mañana, al mediodía, por la tarde y hasta en la noche a toda hora, Marcela da a luz a un niño dibujo animado llamado "Dibu". Los integrantes de la familia reaccionan al nacimiento del niño de diferentes maneras, siendo Pepe el más sorprendido por este golpe de la vida. Con el tiempo, la familia aprende a vivir con el niño animado, pero deben ocultárselo a ciertas personas por seguridad. Al niño animado le ocurren las mismas situaciones y siente las mismas emociones que un niño real. La trama secundaria tematiza la adolescencia y la relación entre padres e hijos. 
La historia terminó abruptamente cuando comenzó la tercera temporada en la que cambió la trama, con nuevos personajes.

## Adaptaciones cinematográficas
La serie contó con tres películas destinadas al público familiar. Dibu, la película, fue presentada en 1997, con gran éxito, y contó con el mismo elenco de la primera y segunda temporada. En 1998 se estrenó la segunda película, Dibu 2, la venganza de Nasty, la cual incluyó un reparto de actores y una historia original diferente a la de la serie de televisión. En 2002 se estrenó la tercera y última película de la saga, Dibu 3, la gran aventura, con el protagónico de German Kraus, Stella Maris Closas y la inclusión de gran parte del elenco original de la teleserie.

## Elenco

### Mi familia es un dibujo (1996-1997)
| Actor                  | Personaje                  |
| ---------------------- | -------------------------- |
| Cecilia Gispert        | Dibu (voz)                 |
| Rodolfo Mutuverria     | Dibu (dibujo)              |
| Laura Sordi            | Buji (voz)                 |
| Rodrigo Fraga          | Dark Dibu (voz)            |
| Germán Kraus           | José "Pepe" Medina         |
| Stella Maris Closas    | Marcela                    |
| Alberto Anchart        | Atilio Medina              |
| Facundo Espinosa       | Víctor Marzoa              |
| Marcela Kloosterboer   | Carolina "Caro" Marzoa     |
| Andrés Ispani          | Leonardo "Leo" Marzoa      |
| Juan Vitali            | Lucio Marzoa               |
| Graciela Araujo        | Mercedes (#1)              |
| Adela Gleijer          | Mercedes (#2)              |
| Enrique Latorre        | "Mamut"                    |
| Nicolas Mele           | Matías                     |
| Santiago Pedrero       | Fabián                     |
| Nelly Fontán           | Maestra - Novia del abuelo |
| Alejandro Awada        | Rolo                       |
| Jorge Paccini          | Rubén Patterer             |
| María Fernanda Neil    | Amiga de Carolina          |
| Gabriel Laborde        | Dentista                   |
| Rubén Ballester        | Bermúdez                   |
| Victoria Tórtora       | "Luli"                     |
| Betty Villar           | Sonia                      |
| Mariana Rubio          | Federica                   |
| Victoria Onetto        | Empleada de Lucio          |
| Rodolfo Machado        | Jefe de Marcela            |
| María Concepción César | Esposa de jefe de Marcela  |
| Gabriel Lenn           | Ladrón                     |
| Pamela Rodríguez       | Dalma                      |
| Mariana Fabbiani       | Gimena                     |
| Mariano Martínez       | Mariano                    |
| Nicolás Vázquez        | Amigo de Víctor            |
| Jorge Sassi            | Gorostidi                  |
| Mario Alarcón          | Ladrón                     |
| Santiago Bal           | Policía                    |
| Cesar Vianco           | Profesor de gimnasia       |
| Valeria Gastaldi       | "Nati"                     |

### Dibu (1998)
| Actor            | Personaje         |
| ---------------- | ----------------- |
| Fabian Bagnato   | Dibu (humano)     |
| Andrea Bonelli   | Verónica          |
| Boris Rubaja     | Padre de Tomi     |
| Favio Posca      | Alberto "Beto"    |
| Max Berliner     | dueño de calesita |
| Roly Serrano     | Ángel             |
| Martin Miani     | Tomás "Tomi"      |
| Leonardo Centeno | Lucas             |
| Luisana Lopilato | Lorena            |

## Películas
| Título                       | Estreno             |
| ---------------------------- | ------------------- |
| Dibu, la película            | 10 de julio de 1997 |
| Dibu 2, la venganza de Nasty | 2 de julio de 1998  |
| Dibu 3, la gran aventura     | 18 de julio de 2002 |

## Banda Sonora
En 1996 salió el álbum musical de la serie. Todas las canciones fueron compuestas por Cris Morena. En 1997 salió el segundo disco perteneciente a la primera película de la saga. Las canciones fueron interpretadas tanto por el elenco como por cantantes consagrados de la talla de Sandra Mihanovich, Twiggy o CAE.

### La música de Dibu (1996)
1. La mejor familia del país
2. Abuelo
3. Niño de la calle
4. Ecología
5. Mi hermano menor
6. ¿Por qué?
7. El Twist del Abuelo Pololo y Dark Dibu
8. Muchacho ojos de papel
9. Sr. Semáforo
10. Primer amor
11. Mi familia es un dibujo

## Premios
| Año  | Premio        | Categoría               | Nominado            | Resultado |
| ---- | ------------- | ----------------------- | ------------------- | --------- |
| 1997 | Martín Fierro | Mejor Comedia           |                     | Ganador   |
| 1997 | Martín Fierro | Mejor actriz de comedia | Stella Maris Closas | Nominado  |

## Formatos
Portugal compró el formato, y en 2001 estrenó la remake bajo el nombre, Neco, A Minha Familia é Uma Animação, emitido por el canal SIC.
- Neco, A Minha Familia é Uma Animação (2001)